# Мехтиев, Магомед Фарман оглы
Магомед Фарман оглы Мехтиев (азерб. Məhəmməd Fərman oğlu Mehdiyev; род. 2 октября 1941, Тазакенд, Лачинский район) — советский и азербайджанский учёный, специалист в области механики твёрдого тела и прикладной математики, доктор физико-математических наук, профессор, действительный член Национальной академии наук Азербайджана (НАНА), старший научный сотрудник Института математики и механики НАНА.

## Биография
Родился в 1941 году в селе Тазакенд, Лачынский район, Азербайджанская ССР. В 1961—1966 годах обучался на механико-математическом факультете Азербайджанского государственного университета (сейчас Бакинский государственный университет).
В 1966 году зачислен в аспирантуру Института математики и механики Академии наук Азербайджанской ССР (ИММ АН АзССР) и командирован на срок учёбы в Ростовский государственный университет (РГУ). В 1974 или 1975 году в РГУ защитил диссертацию «Асимптотический анализ напряженно-деформированного состояния конической оболочки и круглой пластины переменной толщины» по специальности «Механика деформируемого твёрдого тела» и получил учёную степень кандидата физико-математических наук.
С 1970 работает в ИММ АН АзССР, изначально — в качестве младшего научного сотрудника, с 1976 года — старшим научным сотрудником. С 1978 года руководил отделом расчёта тонкостенных конструкций Специального конструкторского бюро (СКБ) ИММ АН АзССР. В 1981—1985 годах был одним из руководителей темы «Задачи статики, колебаний и устойчивости тонких оболочек и плит» по плану НИР. В 1985—1991 годах являлся заместителем директора по научной работе СКБ ИММ АН АзССР.
В 1989 году в Ленинградском государственном университете защитил диссертацию «Асимптотический анализ некоторых космических задач» по специальности «Механика деформируемого твёрдого тела» и получил учёную степень доктора физико-математических наук. В 1994 году получил учёное звание профессора.
С 1991 года работает в Бакинском государственном университете (БГУ): с 1991 по 2001 или 2002 год являлся профессором кафедры прикладной математики, в 2002—2018 годах — заведующим кафедрой прикладного анализа, с 2008 года является деканом факультета прикладной математики и кибернетики БГУ. С 2007 года является председателем диссертационного совета при БГУ.
В 2001 году избран членом-корреспондентом Национальной академии наук Азербайджана, в 2014 году — действительным членом (академиком), в обоих случаях — по специальности «механика».
Имеет двоих детей.

## Научная деятельность
Сфера научных интересов — механика деформируемого твёрдого тела и прикладная математика, более конкретно — теория упругости. Автор более 200 научных публикаций, в том числе 3 монографий, 1 учебника и 5 методических пособий.
Научные результаты Мехтиева:
- разработал метод однородных решений, позволяющую свести некоторые трёхмерные задачи теории упругости к двумерным,
- создал общую математическую теорию плит и оболочек для статических и для динамических случаев,
- обнаружил новый вид колебаний в тонкостенных покрытиях, в том числе обнаружил ограничения применимости принципа Сен-Венана в динамической теории упругости.

Мехтиев руководил разработкой конструкций объединённых двигательных установок реактивных жидкостных двигателей для космической системы «Энергия — Буран».
Под руководством Мехтиева защищено 18 кандидатских и 2 докторские диссертации.
Мехтиев является членом редакции журнала «Новости» НАНА в области механики, заместителем главного редактора журнала «Новости» БГУ, членом редакции журналов «Бакинский университет», «Механика. Машиностроение», «Бюллетень Национальной академии наук Азербайджана» и российского «Экологического вестника».

## Награды
- Заслуженный деятель науки Азербайджана (2009)[2].
- Орден «Слава» (2019)[5].